# Falsomarginotruncana
Falsomarginotruncana es un género de foraminífero planctónico de la subfamilia Rotundininae, de la familia Hedbergellidae, de la superfamilia Rotaliporoidea, del suborden Globigerinina y del orden Globigerinida. Su especie tipo es Globotruncana schneegansi. Su rango cronoestratigráfico abarca el Turoniense (Carbonífero superior).

## Descripción
Falsomarginotruncana incluía especies con conchas trocoespiraladas, biconvexas a planoconvexas; sus cámaras eran inicialmente subglobulares y finalmente romboidales, y petaloideas, seleniformes o trapezoidales en el lado espiral; sus suturas intercamerales eran rectas o curvadas, elevadas y nodulosas (carenas circumcamerales); su contorno era redondeando y ligeramente lobulado; su periferia era angulosa, bicarenada, con dos carenas bien desarrolladas separadas por una banda imperforada; su ombligo era moderadamente amplio; su abertura principal era interiomarginal, umbilical-extraumbilical, protegida por un sistema de pórticos, que podían coalescer para formar una pseudotegilla que cubría la mayor parte del ombligo, dejando aberturas accesorias infralaminales; presentaban pared calcítica hialina, finamente perforada con poros cilíndricos, con la superficie lisa o punteada.

## Discusión
Algunos autores han considerado Falsomarginotruncana un sinónimo subjetivo posterior de Sigalitruncana. Clasificaciones posteriores incluirían Falsomarginotruncana en la familia Globotruncanellidae y en la superfamilia Globigerinoidea.

## Paleoecología
Falsomarginotruncana, como Sigalitruncana, incluía especies con un modo de vida planctónico, de distribución latitudinal cosmopolita, y habitantes pelágicos de aguas intermedias a profundas (medio mesopelágico a batipelágico superior).

## Clasificación
Falsomarginotruncana incluye a las siguientes especies:
- Falsomarginotruncana angusticarinata †
- Falsomarginotruncana barri †
- Falsomarginotruncana coldreriensis †
- Falsomarginotruncana desioi †
- Falsomarginotruncana kalaati †
- Falsomarginotruncana pseudolinneiana †
- Falsomarginotruncana renzi †
- Falsomarginotruncana schneegansi †